# Bruchia fusca
Bruchia fusca är en bladmossart som beskrevs av Nathaniel Lord Britton 1894. Bruchia fusca ingår i släktet Bruchia och familjen Bruchiaceae. Inga underarter finns listade i Catalogue of Life.